# Goodenia albiflora
Goodenia albiflora är en tvåhjärtbladig växtart som beskrevs av Diederich Franz Leonhard von Schlechtendal. Goodenia albiflora ingår i släktet Goodenia och familjen Goodeniaceae. Inga underarter finns listade i Catalogue of Life.